# Аджагбо
Аджагбо (XVII ст) — 14-й алаафін (володар) держави Ойо. За легендою, панував 140 років. Здійснив численні загарбницькі походи, розширивши межі країни.

## Життєпис
Онук алаафіна Обалокуна. Про батька обмаль відомостей, а мати походила з роду оба (правителів) міста-держави Ікереку-вере. Мав брата-близнюка, що за повір'ями створювало містичний образ Аджагбо. Після смерті діда посів трон.
Провів військові реформи, зокрема впровадив посаду ареон-каканфо (на кшталт фельдмаршала). Розпочав активну загарбницьку політику, підкоривши міста-держави Попо, Іле-Олопа та Ікереку-вере. В результаті центральна область розселення йоруба була підкорена Ойо. Держави Нупе і Боргу визнали зверхність Аджагбо. Також почав політичний тиск на держави Мала Ардра і Абомей. На півдні вдерся до держави Іджебу, де встановив на трон залежного від себе претендента.
Водночас першим став активно продавати рабів великими партіями, яких, починаючи з 1670 року, стали продавати через порт Аллада португальцям, голландцям та французам.
Йому спадкував син Одараву.